# ألونسوة جذعية الأجنحة
ألونسوة جذعية الأجنحة (الاسم العلمي: Alonsoa caulialata) هي نوع من القوارض تتبع جنس الألونسوة من الفصيلة الغدبية.